# 阿塔勒布區
阿塔勒布區（阿拉伯语：‎）為敘利亞阿勒頗省的區，位在敘利亞北部。阿塔勒布為該區的首府。
阿塔勒布區位在阿勒頗省中西部，西邊與伊德利卜省為界。該區原屬賈巴爾薩曼區轄下的行政區，直到2008年12月從賈巴爾薩曼區拆分出。2004年的人口普查中該區人口為76,873人。

## 分區
阿塔勒布區共分成3個分區或子區（Nawāḥī）（2004年數據）：
| PCode    | 名稱           | 阿拉伯語           | 面積 （km²） | 人口 | 首府       |
| -------- | -------------- | ------------------ | ------------ | ---- | ---------- |
| SY021000 | 阿塔勒布分區   | ناحية مركز الأتارب | ？           | ？   | 阿塔勒布   |
| SY021001 | 阿比揚西蒙分區 | ناحية أبين سمعان   | ？           | ？   | 阿比揚西蒙 |
| SY021002 | 烏魯庫卜拉分區 | ناحية أورم الكبرى  | ？           | ？   | 烏魯庫卜拉 |